# Liste der Michigan State Historic Sites im Oceana County

Lage des Oceana Countys in Michigan

Diese Liste der Michigan State Historic Sites im Oceana County nennt alle als Michigan State Historic Site eingestuften historischen Stätten im Oceana County im US-Bundesstaat Michigan. Die mit † markierten Stätten sind gleichzeitig im National Register of Historic Places eingetragen.
| Name                                                              | Bild | Lage                                                                           | Ort             | Eintrag seit  |
| ----------------------------------------------------------------- | ---- | ------------------------------------------------------------------------------ | --------------- | ------------- |
| Benona Township Hall                                              |      | 5400 W Woodrow                                                                 | bei Shelby      | 20. Juli 1989 |
| Jared H. Gay Log House†                                           |      | Route 2, 128th Avenue                                                          | Crystal Valley  | 15. Mai 1987  |
| Hart Historic Industrial District                                 |      | 215 Lincoln Street, 216 Lincoln Street und 109 Union Street                    | Hart            | 21. Juni 1990 |
| Charles Mears Silver Lake Boardinghouse†                          |      | südöstliche Ecke der Kreuzung von Lighthouse Road und Silver Lake Channel Road | bei Mears       | 5. Dez. 1986  |
| Pawabawme Burial Ground (abgerissen)                              |      | Tyler Road an der Walkerville Road                                             | bei Hart        | 16. März 1981 |
| Petite Pointe Au Sable Lighthouse                                 |      | North Lighthouse Drive                                                         | Golden Township | 2014          |
| Veterans Day Storm – Graveyard of Ships Informational Designation |      | 421 South Hancock Street                                                       | Pentwater       | 21. Mai 1985  |

## Belege
1. ↑  National Register Information System. In: National Register of Historic Places. National Park Service, abgerufen am 13. März 2009 (englisch).